# Jack B. Quick
Jack B. Quick est une série de comics humoristique créée par le scénariste britannique Alan Moore et le dessinateur américain Kevin Nowlan pour le comic book collectif Tomorrow Stories publié par America's Best Comics.
Son personnage principal éponyme est un garçonnet surdoué vivant dans un village rural du Kansas. Le nom de ce personnage vient d'une comptine américaine : « Jack, be nimble - Jack, be quick - Jack, jump over - The candlestick »
En France, un recueil des histoires de Jack B. Quick est paru en 2006 chez Éditions USA.

## Synopsis
Jack Quick est un enfant prodige habitant dans la petite ville de Queerwater Creek, au Kansas. Il passe la plupart de son temps à inventer des choses incroyables qui, généralement, tournent mal malgré ses efforts.

## Publications

### Publications originales
- Kevin Nowlan et Alan Moore, dans Tomorrow Stories, America's Best Comics :

1. « Smalltown Stardom », 8 pages, oct. 1999.
2. « The Unbearableness of Being Light », 6 pages, nov. 1999.
3. « Pet Theory, 6 pages, déc. 1999.
4. « A Brief Geography of Time », 6 pages, janv. 2000.
5. « Why the Long Face? », 6 pages, juin 2001.
6. « The Facts of Life! », 6 pages, avril 2002.

- Kevin Nowlan et Peter Hogan, ABC: A-Z no 1 : Tom Strong and Jack B. Quick, 6 pages, America's Best Comics, nov. 2005.
- Kevin Nowlan et Alan Moore, « I, Robert », 16 pages, dans Tomorrow Stories Special no 1, America's Best Comics, janv. 2006.

### En français
- Jack B. Quick : Enfant prodige, Éditions USA, 2006  (ISBN 2-914409-51-6). Reprend les différentes histoires publiées dans l'ordre chronologique, ainsi que des illustrations et deux gags.